# .info
.info — загальний домен верхнього рівня для інформаційних сайтів (зараз використовується без обмежень).
Доменна зона створена 30 січня 2001 року.
Домен .info призначений переважно для реєстрації інформаційних ресурсів, але ніяких обмежень немає.
Можлива кількість символів у домені .info — від 3 до 63.